# Marketingul articolelor
Marketingul articolelor este un tip de publicitate în care firmele scriu articole scurte despre ele însele, sau din domeniul lor de expertiză, ca o strategie de marketing. Un stil de bază pentru articole include o scurtă prezentare (caseta bio) și date despre autor  (caseta de resurse).

## Marketingul articolelor tradițional
Marketingul articolelor a fost folosit de către profesioniști aproape de când a început să se folosească tirajul de masă. O afacere oferă conținut pentru un ziar, eventual pe un subiect util la momentul respectiv, cum ar fi un articol despre controale fiscale în timpul sezonului de impozitare, iar ziarul poate folosi articolul și include numele și informațiile de contact ale firmei. Ziarele și alte mijloace media tradiționale au bugete limitate pentru colectarea de conținut și aceste articole pot fi publicate în secțiunea de afaceri a ziarului.

## Marketingul articolelor pe Internet
Marketingul articolelor pe Internet este folosit pentru a promova expertiza autorilor în domeniul lor, produse sau servicii online, site-uri web. Site-urile web cu bune clasări ale paginilor web în motoarele de căutare primesc o mulțime de vizitatori și pot fi considerate site-uri de autoritate către motoarele de căutare, ceea ce duce la creșterea traficului. Aceste directoare ajută și la o mai bună clasare a autorității site-ului autorului. Articolele și directoarele de articole atrag motoarele de căutare datorită conținutului lor bogat. Această practică a fost eficientă în trecut, însă schimbări în algoritmii Google de-a lungul anilor au micșorat acest beneficiu obținut prin această practică. Recomandările Google pentru webmasteri și comentariile fostului șeful Google pentru spam web, Matt Cutts, au descurajat strategia de a folosi directoarele de articole în marketing ca un mijloc de a construi linkuri spre site.
Oamenii de afaceri, specialiștii în marketing și antreprenorii încearcă să maximizeze rezultatele unei campanii publicitare de articole prin publicarea articolelor într-un număr mare de site-uri web. Dar cele mai multe motoare de căutare filtrează duplicatul de conținut pentru a stopa apariția materialelor cu conținut identic de mai multe ori într-o pagină cu rezultatele motorului de căutare. Unii specialiști în marketing încearcă să eludeze acest filtru prin crearea mai multor variante ale unui articol, procedeu cunoscut sub numele de "article spinning" (modificarea articolului). Prin această metodă, un articol poate obține teoretic vizitatori pe site din mai multe directoare de articole pentru un același articol dar cu cuvinte amestecate diferit sau folosind sinonime.
Cele mai multe forme de optimizare pentru motoarele de căutare și de marketing pe internet necesită un domeniu, planul de găzduire web, și un buget pentru promovare. Marketingul articolelor face uz de diverse site-uri web și directoare de articole ca gazdă gratuită și primește trafic prin căutări organice datorită autorității directorului pentru motoarele de căutare.
Scopul principal din spatele marketingului articolelor este de a obține trafic de la motoarele de căutare pentru articole, astfel încât autorul își poate consolida autoritatea și influența în sfera sa de activitate, în timp ce crește de asemenea și traficul către site-ul său. Cheia marketingului articolelor este că autorul furnizează valoare cu articolele sale, pe lângă promovarea site-ului, produselor sau serviciilor sale.